# عمرو حلمي
عمرو حلمي (ولد في 1 أكتوبر 1949) جراح كبد ووزير الصحة المصري في وزارة عصام شرف منذ 17 يوليو 2011 خلفًا للدكتور أشرف حاتم.

## تدرجه العلمي والأكاديمي
حصل عمرو حلمي على بكالوريوس الطب والجراحة من كلية الطب بجامعة القاهرة عام 1972، ثم درجة الماجستير في الجراحة العامة من كلية عين شمس ثم الدكتوراه في الجراحة العامة من كلية طب جامعة الزقازيق عام 1981، ويعمل أستاذاً لجراحة الكبد بالمعهد القومى للكبد التابع لجامعة المنوفية، وقد تولى عمادة المعهد في الفترة من فبراير 1999 إلى فبراير 2002.

## نشاطه العلمي والعملي
أشرف حلمي على إطلاق برنامج «ظ ش» لمتطوعي الكبد الأحياء من شخص بالغ إلى شخص بالغ آخر بمستشفي دار الفؤاد ونفذ أول عملية في 21 سبتمبر 2002، كما أنه عضو فريق الـ«ظ ش» لأول 22 حالة، بالإضافة إلى أنه رئيس فريق «ظ ش» بمستشفي مصطفى محمود الخيري، حيث أجرى أول 4 حالات في مارس 2003.
و حلمي هو أيضا رئيس فريق «ظ ش» بمستشفي أحمد ماهر التعليمي بالقاهرة، وقد أجرى أول حالتين به في أكتوبر 2003، كما أنه عضو فريق «ظ ش» بمعهد الكبد القومي، وأجرى أول 12 حالة هناك، وهو أيضاً مؤسس ورئيس لجنة متطوعي زراعة الكبد. وعمرو حلمي يتمتع بعضوية عدد من الجمعيات الدولية والوطنية المتخصصة في أمراض الجهاز الهضمي والكبد والجراحة.

## نشاطه السياسي والنقابي
د. عمرو حلمي أحد مؤسسي حركة كفاية ومجموعة العمل من أجل استقلال الجامعات (المعروفة إعلامياً بحركة 9 مارس) وكان من المرشحين لمنصب نقيب الأطباء قبل تعيينه وزيراً للصحة"، وأحد أعضاء اللجنة المنظمة لإضراب الأطباء الذي تم في شهر مايو 2011. وكان مجلس الوزراء قد كلفه بدراسة مطالب الأطباء خلال ذلك الإضراب، وإعداد تقرير حولها لبحث إمكانية الاستجابة لها في أقرب فرصة.